# Konrad Plautz

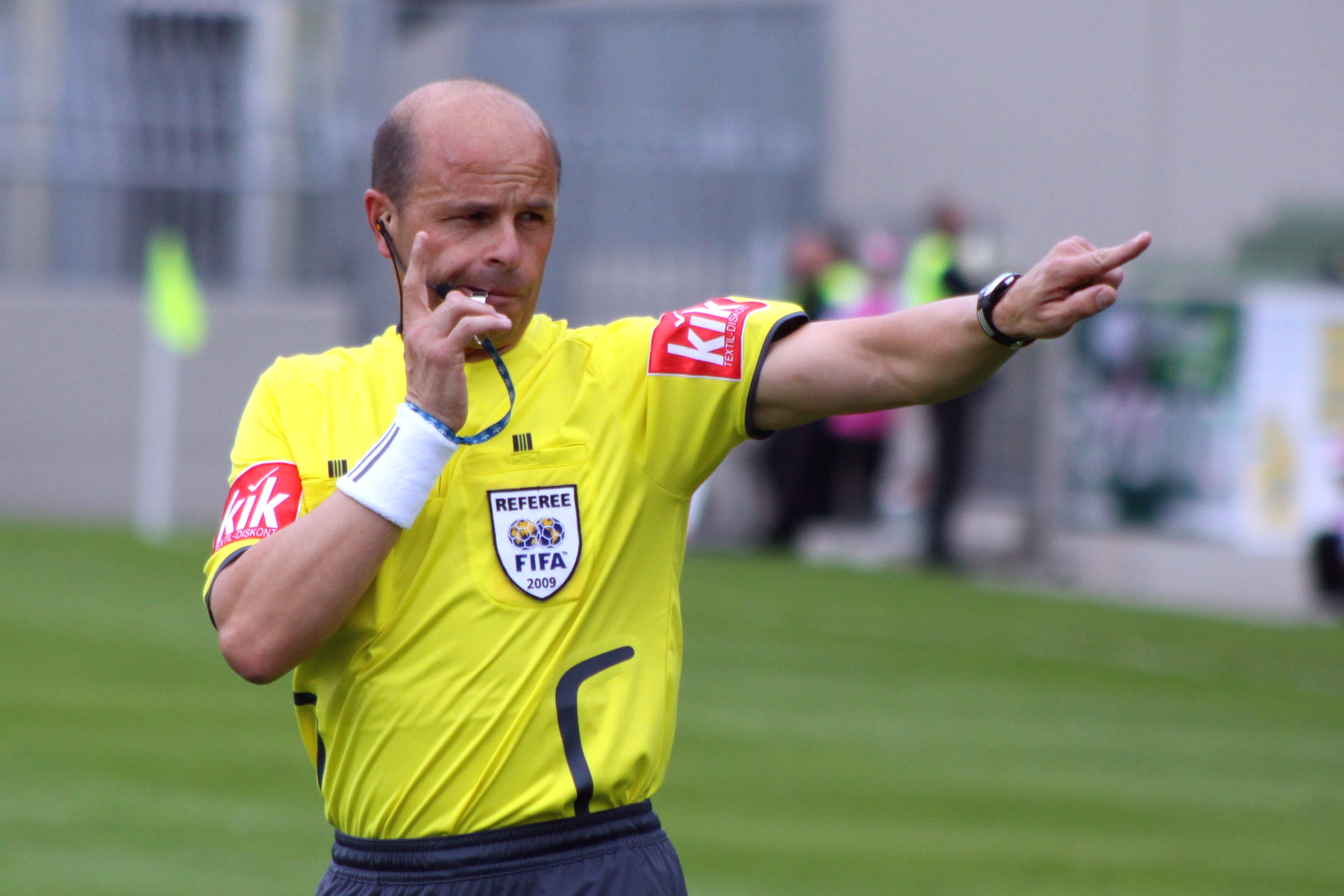
Konrad Plautz

Konrad Plautz (n. 16 octombrie 1964, Navis) este un arbitru de fotbal din Austria. El oficiază meciuri internaționale începând cu anul 1996.
A fost unul din cei 12 arbitri numiți de UEFA să oficieze meciuri la Euro 2008.